# Gonomyia pilifera
Gonomyia pilifera är en tvåvingeart som först beskrevs av de Meijere 1911.  Gonomyia pilifera ingår i släktet Gonomyia och familjen småharkrankar. Inga underarter finns listade i Catalogue of Life.